# مارکی هایهون
لیو هه (چینی:劉賀، پین‌یین:Liú Hè) (۹۲ پ.م. تا ۵۹ پ. م) یکی از امپراتوران دودمان هان با نام پادشاهی یوانپینگ (چینی:元平، پین‌یین:Yuánpíng) بود. در اصل پادشاه (یا شاهپور) چنگیی، توسط نایب السلطنه و وزیر قدرتمند دودمان هان، هئو گوانگ به سلطنت رسید، اما سلطنتش تنها ۲۷ روز دوام یافت و توسط هئو گوانگ از سلطنت برکنار شد.